# 지방도 제893호선
지방도 제893호선은 전라남도 장성군 삼계면 덕산리 옥천사거리에서 전북특별자치도 고창군 성송면 판정리 성송농협주유소를 잇는 전라남도의 지방도이다.
1985년에도 노선명이 '삼계 ~ 고창선'이었다.
장성군 삼계면 구간은 2007년 평림댐이 건설되면서 일부 구간이 수몰되어 이설하였다.

## 연혁
- 1985년 12월 23일 : 기점을 '장성군 삼계면 수옥리', 종점을 '장성군 삼계면 덕산리'로 명시[2]
- 1991년 4월 12일 : 1993년 3월까지 삼계 ~ 고창간 도로(장성군 삼계면 수옥리 ~ 죽림리) 8.79km 구간 확포장공사 계획을 공고[3]
- 1992년 1월 27일 : 장성군 삼계면 수옥리 ~ 죽림리 8.72km 구간 도로예정지 해제[4]
- 1995년 12월 8일 : 전라남도 구간 기존 지방도 노선을 폐지하고 새로 지정[5]
- 2003년 3월 27일 : 전라남도 구간 기존 지방도 노선을 폐지하고 새로 지정.[6]

## 주요 경유지

### 전라남도
- 장성군
  - 삼계면 옥천사거리 - 수옥리 - 평림댐 - 반월교차로 - 삼계면수산리교차로 - 생촌리 - 삼계면성촌리교차로

### 전북특별자치도
- 고창군
  - 성송면 암치리 - 성송초등학교 - 성송농협주유소

## 도로명
전 구간 '평림암치로'에 속한다.